# مخيم النيرب
 النيرب مخيم للاجئين الفلسطينيين والذي أقيم بالقرب من قرية النيرب في حلب بسوريا وعلى بعد 13 كم من حماة. هُجر سكانه من قرى فلسطين المحتلة عام 1948. يُعد ثاني أكبر مخيمات اللاجئين الفلسطينيين في سورية بعد مخيم اليرموك.
يعتبر مخيم النيرب من أكبر المخيمات الفلسطينية المعترف بها في سورية

## تأسيس المخيم
تأسس مخيم النيرب بين الأعوام 1948 – 1950 في الثكنات العسكرية وحولها والتي تم إنشاؤها من قبل قوات الحلفاء خلال الحرب العالمية الثانية. وجد اللاجئون في الثكنات ملجأ ً لهم، فقاموا بتقسيمها بالملاءات بدايةً ثم بألواح الخشب والطوب المفرغ من أجل إضفاء بعض الخصوصية واستيعاب عائلاتهم الآخذة في النمو.

## حدود المخيم
يحد المخيم من الشمال مطار حلب الدولي. و من الشرق قرية النيرب، ومن الجنوب و الغرب أراضٍ زراعية تابعة لبلدة  النيرب. يقع المخيم على قطعة أرض تقدر مساحتها 148000متر مربع.

## السكان
يبلغ عدد السكان فيه حوالي 40,000 نسمة. ينحدرون بمعظمهم من مناطق الجليل الأعلى من مدن صفد وعكا وحيفا وطبريا، ومن قرى الطيرة ولوبية وترشيحا وحطين وكويكات والنهر والصفصاف والشجرة والجش وعين غزال وغيرها.

## أعلام المخيم
- أحمد دحبور
- عزت شحرور
- أبو العباس
- ريما حسن[5]

## روابط خارجية
- "مخيم النيرب". وكالة الأمم المتحدة لإغاثة وتشغيل اللاجئين الفلسطينيين. مؤرشف من الأصل في 2023-03-29. اطلع عليه بتاريخ 2023-11-16.